# 重慶公主
重慶公主（1446年—1499年），明英宗长女，母周贵妃。明憲宗的同母姐姐。
天順五年（1461年），公主下嫁周景。周景为安陽人，喜欢读书学习，深受明英宗喜爱，经常命其跟随出行。明宪宗时期，担任宗人府事，其居官廉洁谨慎，对诗书以外并无所好。重庆公主对周景父母非常孝顺，经常手製衣鞋，节日行家人礼。周景每次上朝，公主必亲自起床照顾饮食。重慶公主的贤惠，世所罕有。弘治八年（1495年），周景去世。又过四年，公主去世。其子周賢担任都指揮僉事，亦有好名声。